# Yoshiharu Minami
Yoshiharu Minami –en japonés, 南 喜陽, Minami Yoshiharu– (10 de septiembre de 1951) es un deportista japonés que compitió en judo. Ganó dos medallas de oro en el Campeonato Mundial de Judo en los años 1973 y 1975, y una medalla de oro en el Campeonato Asiático de Judo de 1974.

## Palmarés internacional
| Campeonato Mundial  | Campeonato Mundial   | Campeonato Mundial | Campeonato Mundial |
| Año                 | Lugar                | Medalla            | Categoría          |
| ------------------- | -------------------- | ------------------ | ------------------ |
| 1973                | Lausana (Suiza)      | Medalla de oro     | –63 kg             |
| 1975                | Viena (Austria)      | Medalla de oro     | –63 kg             |
| Campeonato Asiático |                      |                    |                    |
| Año                 | Lugar                | Medalla            | Categoría          |
| 1974                | Seúl (Corea del Sur) | Medalla de oro     | –63 kg             |